# Chionaema aurantipuncta
Chionaema aurantipuncta là một loài bướm đêm thuộc phân họ Arctiinae, họ Erebidae.